# 호몰로지 거울 대칭
호몰로지 거울 대칭(영어: Homological mirror symmetry)은 거울 대칭 가설을 공식화하는 하나의 방법이다. 막심 콘체비치가 제안하였다. 거울 대칭의 예시들이 많이 알려졌으나, 정확히 어느 범위에 해당하는 대상들이 어떤 방식으로 거울 대칭이란 성질을 가지는지 명료화 될 필요가 있다. 호몰로지 거울 대칭은 SYZ 추측과 함께 거울 대칭 가설의 주요 공식화 중 하나이다.

## 역사
1994년 취리히에서 열린 국제 수학자 회의에서 Kontsevich (1994) 한 쌍의 칼라비-야우 다양체 {\displaystyle X}와 {\displaystyle Y}에 대한 거울 대칭이 {\displaystyle X}의 대수 기하학으로 구성된 삼각 분할 범주의 동치로 설명될 수 있다고 추측했다({\displaystyle X}의 연접층의 유도 범주)와 {\displaystyle Y}의 심플렉틱 기하학으로 구성된 또 다른 삼각 분할 범주(유도된 후카야 범주)이다.
에드워드 위튼은 원래 N=(2,2) 초대칭 장 이론을 A 및 B 모델 위상 끈 이론이라고 부르는 위상학적 왜곡으로 설명했다. 이러한 모델은 리만 곡면에서 고정된 목표(보통 칼라비-야우 다양체)로의 사상과 관련된다. 거울 대칭에 대한 대부분의 수학적 예측은 {\displaystyle Y}의 A-모델과 거울 {\displaystyle X}의 B-모델의 물리적 동등성에 내재되어 있다. 리만 곡면에 빈 경계가 있으면 닫힌 끈의 세계면를 나타낸다. 열린 끈의 경우를 다루려면 초대칭을 보존하기 위한 경계 조건을 도입해야 한다. A-모델에서 이러한 경계 조건은 몇 가지 추가 구조(흔히 막 구조라고 함)가 있는 {\displaystyle Y}의 라그랑주 부분 다양체 형태로 나타난다. B-모델에서 경계 조건은 정칙(또는 대수) 벡터 다발이 있는 {\displaystyle X}의 정칙 부분 다양체 또는 부분 대수 다형체 형태로 제공된다. 이들은 관련 범주를 구축하는 데 사용하는 대상이고 종종 각각 A막과 B막으로 불린다. 범주의 사상은 두 막 사이에 뻗어 있는 열린 끈의 질량 없는 스펙트럼에 의해 제공된다.
프린스턴 고등연구소 수학부는 2016년부터 호몰로지 거울 대칭에 1년을 바쳤다. 참가자 중에는 MIT의 Paul Seidel, IHÉS의 막심 콘체비치, 캘리포니아 대학교 버클리의 Denis Auroux가 있었다.

## 예
수학자들은 몇 가지 예에서만 추측을 확인할 수 있었다. 콘세비치는 세미나 연설에서 세타 함수를 사용하여 타원곡선의 경우 추측이 증명될 수 있다고 언급했다. 이 경로를 따라 알렉산더 Polishchuk과 에릭 자슬로는 타원 곡선에 대한 추측 버전의 증거를 제공했다. 후카야 켄지는 아벨 다형체에 대한 추측의 요소를 확립할 수 있었다. 나중에 콘세비치와 얀 소이벨만은 SYZ 추측의 아이디어를 사용하여 아핀 다양체 위에 있는 비특이 원환면 다발에 대한 대부분의 추측에 대한 증명을 했다. 2003년에 Paul Seidel은 사차 곡면의 경우에 대한 추측을 증명했다. 2002년에 Hausel & Thaddeus (2002) 히친 계와 랑글랜즈 쌍대성의 맥락에서 SYZ 추측을 설명했다.

## 호지 다이아몬드
조화 {\displaystyle (p,q)}-미분 형식(동일하게 코호몰로지, 즉, 완전 형식을 법으로 닫힌 형식) 공간의 차원 {\displaystyle h^{p,q}}는 일반적으로 호지 다이아몬드라 불리는 다이아몬드 형태로 배열된다. 이러한 {\displaystyle (p,q)}-베티 수는 프리드리히 히르체브루흐가 설명한 생성 함수를 사용하여 완전 교차에 대해 계산될 수 있다. 예를 들어 3차원의 경우 호지 다이아몬드의 p 와 q 범위는 0에서 3까지이다.

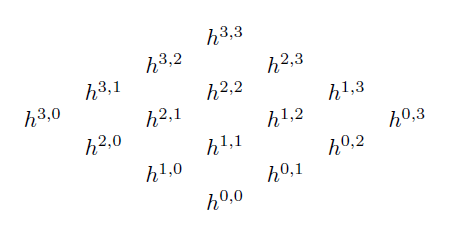
3차원 호지 다이아몬드

거울 대칭은 원래 다양체에 대한 {\displaystyle (p,q)}차 미분 형식 {\displaystyle h^{p,q}}의 차원을 원래 다양체의 거울 대칭 쌍을 이루는 다른 다양체에 대한 {\displaystyle h^{n-p,q}}로 변환한다. 즉, 모든 칼라비-야우 다양체의 경우 호지 다이아몬드는 {\displaystyle \pi }만큼 회전에 대하여 불변이며 거울 칼라비-야우 다양체의 호지 다이아몬드는 {\displaystyle \pi /2}만큼 회전하여 관련된다.
1차원 칼라비-야우 다양체로 볼 수 있는 타원 곡선의 경우 호지 다이아몬드는 특히 간단하다. 다음 그림과 같다.
2차원 칼라비-야우 다양체로 볼 수 있는 K3 곡면의 경우 배티 수는 {\displaystyle \{1,0,22,0,1\}}이므로 호지 다이아몬드는 다음 그림과 같다.
일반적으로 칼라비-야우 다양체라고 불리는 3차원 사례에서는 아주 흥미로운 일이 발생한다. 때로는 대각선을 따라 서로 대칭인 호지 다이아몬드를 갖는 거울 쌍( {\displaystyle M}과 {\displaystyle W}) 이 있다.

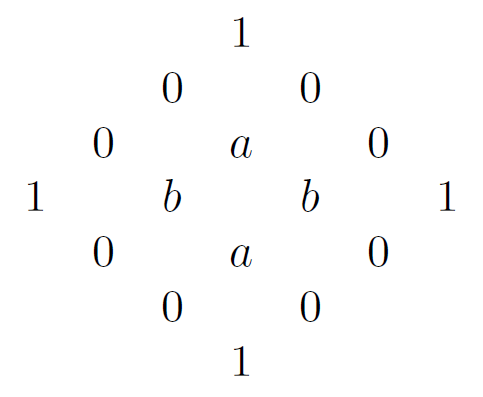
의 호지 다이아몬드:

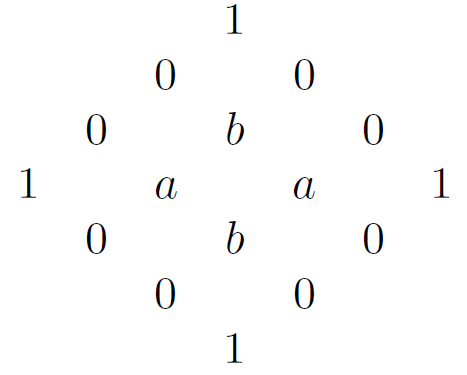
의 호지 다이아몬드:

{\displaystyle M}과 {\displaystyle W}는 끈 이론의 A-모델과 B-모델에 해당한다. 거울 대칭은 호몰로지 차원뿐만 아니라 거울 쌍의 심플렉틱 구조와 복소 구조도 대체한다. 이것이 호몰로지 거울 대칭의 기원이다.
1990~1991년에 Candelas 등. 1991은 열거 대수 기하학뿐만 아니라 넓은 범위에 영향을 미쳤고 Kontsevich (1994)에게 동기 부여가 되었다. 본 논문의 2개의 오차 삼중체의 거울 쌍에는 다음과 같은 호지 다이아몬드가 있다.

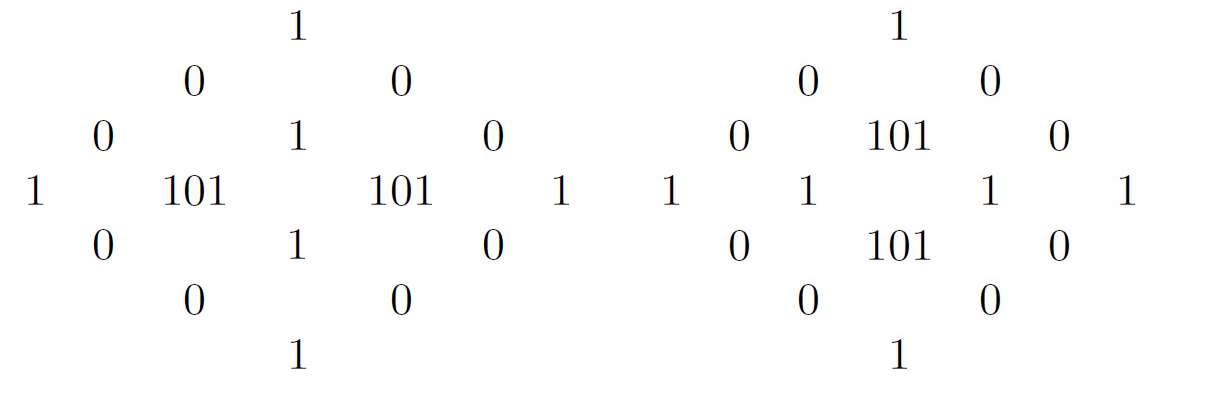

## 같이 보기
- 거울 대칭 가설
- 위상 양자장론
- 범주론
- 플로어 호몰로지
- 후카야 범주
- 유도 범주
- Quintic threefold